# 狩野常信
狩野 常信（かのう つねのぶ、寛永13年3月13日（1636年4月18日） - 正徳3年1月27日（1713年2月21日））は、江戸時代前期の画家で、江戸幕府に仕えた狩野派（江戸狩野）の御用絵師。木挽町狩野家2代目。父は狩野尚信、母は狩野甚之丞の娘（または家女とも）。幼名は三位、右近と称し、養朴・朴斎・耕寛斎・紫薇翁・古川叟・青白斎・寒雲子・潜屋・弄毫軒、篁渚山人などと号した。妻は狩野安信の娘。子に長男周信（木挽町狩野家3代）、次男岑信（浜町狩野家初代）、三男甫信（浜町狩野家2代）、娘（狩野探信室）。

## 略伝
京都出身。慶安3年（1650年）4月に父の尚信が没した後、15歳で狩野派（木挽町狩野家）を継いだ。同年12月剃髪、養朴と号し3代将軍徳川家光にお目見え、後に徳川家綱の御用を勤めた。父の没後は伯父の狩野探幽に画を学んだとされる。古来より狩野元信・狩野永徳・狩野探幽とともに四大家の一人とされ高く評価されてきたが、狩野派内での地位が上がるのは遅かった。これは叔父で妻の父でもある狩野安信に疎んじられたからだと言われる。
こう捉えられたのは、結婚・養子縁組で探幽・安信兄弟と繋がりが出来た狩野益信と立場を比較され、しばしば狩野派内部での序列が彼と入れ替わっているからであり、承応3年（1654年）の内裏障壁画制作における画家の地位は探幽の養子だった益信が常信より上だったが、寛文2年（1662年）の再度の内裏障壁画制作で両者の地位が逆転し、別家を立てて探幽の養子でなくなった益信は常信より下になっている。探幽亡き後の延宝3年（1675年）の内裏障壁画制作では再び益信が常信より上の地位に戻ったが、これは安信の長女・次女がそれぞれ益信・常信に嫁いでいた関係からであり、狩野派では主導者との関係によって画家の序列が決まることが慣例だった。
その間に中院通茂に和歌を学び、幕末に著された『古画備考』や『文翰雑編』には多くの歌が収録されている。また、徳川光圀の愛顧を得て、近衛家熙の言行を記録した『槐記』には、しばしば近衛家の画事を勤めた記事が載る。その一方で、探幽同様に古画の学習に努め、後に「常信縮図」（60巻、東京国立博物館蔵）と呼ばれる膨大な古画鑑定控え、粉本・画稿を残した。印章にも凝り、その数は150夥にも及んだという。そうした甲斐もあってか、天和2年（1682年）に20人扶持を拝領、同年朝鮮通信使に贈る屏風二双を制作、更に訳官・洪世泰の肖像画を描いた。洪世泰は常信の画を「絶代奇筆」と最大限の賛辞を送った。宝永元年（1704年）10月12日、孔子廟に七十二賢像を描いた功で法眼に叙される。同5年（1708年）内裏造営で賢聖障子を描き、翌6年（1709年）11月3日に前年の画事と江戸城修理の功績を賞され中務卿法印位を得て、翌年12月19日には200石を加増された。正徳元年（1711年）の通信使来日の際には、前より増えた屏風三双を手掛けた。墓所は池上本門寺。
弟子に常信門下四天王と呼ばれた新井寒竹常償（津軽藩御用絵師）、長谷川養辰常時、大石古閑常得、永井慶竺常喜（薩摩藩御用絵師）をはじめ、福岡藩御用絵師の上田永朴など。

## 画風
画風は探幽に学んだためか、探幽のそれに近い。探幽様式の絵師の殆どは探幽の描き方を上辺だけなぞり、余韻がなく平板でつまらない絵となることが多いが、常信は探幽の意図を理解し再現できる画力をもった数少ない絵師である。ただし両者を比較すると、常信には探幽のような幽遠さは無いが、モチーフの位置関係の整理・合理化、装飾性の増加と細密化が指摘でき、より明快で華やかな印象な画面となっている。幼少期に亡くなった父の影響もあると見られ、『波濤水禽図屏風』には波が幾重にも整然と繰り返して描かれるような趣があるとされ、形態や繰り返しに関心が向くのは父の絵と共通する。また、若年から壮年期には狩野永徳に学んだと思われる力強い大作が複数残っている。一方、常信は多くの古画粉本を蓄え、200石という他の奥絵師家を超える知行地を得るなど、狩野派、特に木挽町狩野家の繁栄の基礎を固めたと評価される。反面、晩年の画風は穏やかで繊細なものに変わり、以降の狩野派が弱体化し絵の魅力が失われる原因となった。

## 代表作
| 作品名                           | 技法           | 形状・員数 | 寸法（縦x横cm）   | 所有者                                   | 年代                | 落款                                                    | 備考 |
| -------------------------------- | -------------- | ---------- | ----------------- | ---------------------------------------- | ------------------- | ------------------------------------------------------- | --- |
| 東照大権現・大猷院・慈眼大師板絵 | 板地著色       | 1面        | 43.0x88.0         | 輪王寺                                   | 1652年（慶安5年）   | 款記「慶安五年八月一七日 狩野右近藤原常信画之」         | |
| 日蓮聖人像                       | 絹本著色       | 1幅        | 102.8x58.0        | 香川県三豊市・本門寺                     | 1654年（承応3年）   |                                                         | 香川県有形文化財（絵画） |
| 歌意名所絵図巻                   |                |            |                   | 千葉市美術館                             | 1665年（寛文5年）   | 款記「藤原常信書之」/「常信」朱文瓢箪印                 | |
| 楼閣山水図                       | 紙本墨画       | 襖12面     |                   | 玉林院                                   | 1669年（寛文9年）   |                                                         | 本堂礼の間所在 |
| 雑画巻                           |                |            |                   | 個人                                     | 1674年（延宝2年）   |                                                         | |
| 源氏物語図屏風                   | 紙本金地著色   | 6曲1双     | 170x379（各）     | イザベラ・スチュワート・ガードナー美術館 | 1677年（延宝5年）   |                                                         | |
| 最嶽元良                         | 絹本著色       | 1幅        | 146.7x57.2        | 金地院                                   | 1690年（元禄3年）   | 款記「藤原常信画之」                                    | 徳川光圀賛 |
| 演能図・竜頭観音図               | 杉板金地著色   | 絵馬2面    | 121.0x182.5（各） | 高崎市・清水寺                           | 1692年（元禄5年）   | 観音図のみ：款記「常信筆」/「狩野常信」白文方印         | 高崎市指定文化財。高崎藩主安藤重博奉納 |
| 織田信長像                       | 紙本著色       | 1幅        | 115.1x44.5        | 總見寺                                   | 1694年（元禄7年）賛 | 款記「追法印永徳図常信書之」/「藤原」白文方印           | 愛知県指定文化財。天倫宗怱（大徳寺第218世、当時は東海寺住持）賛。施主は織田貞置。狩野永徳筆の信長像（大徳寺所蔵）の模写。 |
| 池田綱政像                       |                | 1幅        |                   | 岡山市・曹源寺                           | 1698年 （元禄11年） |                                                         | 綱政自賛。翌年6月、綱政が曹源寺に奉納。 |
| 徳川光圀像                       | 絹本著色       | 1幅        |                   | 徳川博物館                               | 1701年 （元禄14年） | 無款記/「養朴」朱文方印                                 | 光圀が没した翌年に常信が描いた肖像画に、長年光圀と交流のあった高僧・奥山玄建の依頼により、南禅寺第285世雲叟元云（通応禅師）が賛。 |
| 柳沢吉保像                       | 絹本著色       | 1幅        |                   | 山梨・一蓮寺、常光寺、個人               | 1702年（元禄15年）  |                                                         | 賛は翌年吉保自身による。常信は当時老中として権勢を振るっていた堀田正俊と親しくしていたが、正俊が稲葉正休に暗殺されると、常信は最大の庇護者を失う。また、かつて常信が正俊と魚捕りに同行していたことが、生類憐れみの令を推進していた徳川綱吉の耳に入って常信に絵を依頼しなくなり、周囲も綱吉を憚って常信に仕事の依頼が頼まなくなってしまう。そんな時、柳沢吉保が常信を庇い執り成してくれたことで、綱吉は常信に絵を注文し、法眼の位を与えられるまでになった、という逸話が残る。 |
| 波涛・花鳥図                     | 紙本著色金泥   | 6曲1双     | 151.6x351.8（各） | 静岡県立美術館                           | 法眼時代            |                                                         | |
| 雲龍図・渓流図                   | 紙本墨画       | 襖8面・4面 |                   | 龍門寺（姫路市）                         | 法眼時代            | 共に、款記「法眼養朴筆」/白文方印「養朴」               | 龍門寺には他にも、周信・典信・惟信と木挽町4代に渡る障壁画が残されており、このような例は非常に珍しい。 |
| 瀟湘八景図帖                     | 紙本墨画淡彩   |            |                   | 陽明文庫                                 | 法眼時代            | 落款「法眼養朴筆」                                      | 近衛基熙和歌染筆 |
| 紫宸殿賢聖障子図                 |                | 3幅        |                   | 陽明文庫                                 | 1709年（宝暦6年）   |                                                         | |
| 山水図                           | 紙本淡彩       | 6曲1双     | 109.3x345.0（各） | 弘前市立博物館                           |                     |                                                         | 弘前藩津軽家旧蔵 |
| 四季山水図                       | 紙本墨画       | 6曲1双     | 158.0x357.0（各） | 東京富士美術館                           |                     |                                                         | |
| 春秋耕作図屏風                   | 紙本著色       | 6曲1双     | 163.3x364.2（各） | 馬の博物館                               |                     | 右隻：款記「常信圖之」 左隻：「款記「常信筆」           | |
| 四季耕作図                       |                | 6曲1双     |                   | 致道博物館                               |                     |                                                         | |
| 耕作図屏風                       | 紙本墨画淡彩   | 6曲1双     |                   | シアトル美術館                           |                     |                                                         | |
| 四季耕作図巻                     | 紙本墨画淡彩   | 1巻        | 27.0x538.8        | ホノルル美術館                           |                     | 款記「常信筆」/「常信」朱文方印                         | |
| 四季花鳥図（右隻）（左隻）       | 紙本著色       | 6曲1双     | 153.7x351.2（各） | 板橋区立美術館                           |                     | 款記「常信筆」/「藤原常信」朱文方印・「塞雲子」朱文方印 | |
| 四季花鳥図                       | 紙本著色       | 6曲1双     | 本間屏風          | 京都・知恩院（東京国立博物館寄託）       |                     | 款記「常信」/朱文方印                                   | |
| 四季花鳥図                       | 紙本金地著色   | 6曲1双     |                   | 大阪市立美術館（田万コレクション）       |                     |                                                         | |
| 野馬図                           | 紙本金地墨画   | 6曲1双     |                   | 個人（大阪市立美術館寄託）               |                     |                                                         | |
| Reeds and Geese（左隻・右隻）    | 紙本金地著色   | 6曲1双     |                   | デトロイト美術館                         |                     | 各隻に落款「常信筆」                                    | |
| 鳳凰図（左隻・右隻）             | 紙本金地著色   | 6曲1双     | 174.0x368.8（各） | 東京藝術大学大学美術館                   |                     | 各隻に落款「常信筆」/朱文方印「藤原常信」               | 狩野探幽の桐鳳凰図屏風（サントリー美術館蔵）が元 |
| 唐獅子図                         | 紙本金地著色   | 6曲1隻     |                   | 三の丸尚蔵館                             |                     |                                                         | 狩野永徳筆「唐獅子図屏風」の補作で、左隻に当たる。 |
| 糸桜図                           | 紙本金地著色   | 6曲1双     | 123.0x340.4（各） | 三の丸尚蔵館                             |                     | 各隻に款記「常信筆」/印文不明朱文方印                   | 各屏風第2～5扇の中央に簾を嵌め込んだ簾屏風（御簾屏風）。簾屏風は江戸時代を通じて作られたが、簾が損傷しやすく廃棄されがちで、本作品のように状態が良いものは少ない。 |
| 富嶽清見寺図屏風                 | 紙本著色       | 6曲1双     | 169.5x366.4（各） | 三の丸尚蔵館                             |                     | 各隻に款記「常信筆」/「塞雲子」朱文方印                 | 右隻に三保の松原、左隻に富士山と清見寺を描いた定型の「富士・三保松原図」。旧桂宮家伝来で「富嶽清見寺図屏風」の名前は、伝来時そのままの名称。 |
| 桜楓図御簾                       |                | 6曲1双     |                   | 出光美術館                               |                     |                                                         | |
| 波濤水禽図屏風                   |                | 6曲1双     |                   | 出光美術館                               | 70代の作            | 款記「藤原常信筆」/印文不明                             | |
| 瀟湘八景図                       |                |            |                   | 三溪園                                   |                     | 款記「常信筆」/「右近」朱文方印                         | |
| 列仙図屏風                       | 紙本著色       | 6曲1双     |                   | 埼玉県立歴史と民俗の博物館               |                     | 款記「常信筆」/「養朴」白文方印                         | |
| 中国故事人物図                   | 紙本金雲 着彩  | 6曲1双     |                   | 富山・瑞龍寺                             |                     | 落款「常信筆」                                          | |
| 琴棋書画図                       | 紙本著色       | 6曲1双     | 148.9x324.0（各） | 妙楽寺 (福岡市)                          |                     | 落款「常信筆」・「養朴」朱文方印                        | |
| 高士囲碁喫茶図                   | 紙本墨画淡彩   | 6曲1双     | 171.5x379.4（各） | 大分市美術館                             |                     | 右隻第一扇右下に款記「常信」/「養朴」朱文方印           | 金砂子は後補か。左隻には常信の落款がなく常信よりもアクの強い画風なことから、同時代の京狩野絵師による補作か。 |
| 松鶴図屏風                       | 紙本墨画       | 8曲2双     | 190.0x585.0（各） | 個人                                     |                     | 款記「常信筆」                                          | 仙台藩伊達家旧蔵 |
| 吉野龍田図屏風                   | 紙本著色       | 6曲1双     | 177.7x380（各）   | 一関市博物館                             |                     |                                                         | |
| 源氏物語図屏風                   | 紙本金地著色   | 六曲一双   |                   | 相国寺                                   |                     |                                                         | |
| 牛図屏風                         | 紙本墨画       | 六曲一双   | 151.4x349.0（各） | 北野天満宮                               |                     | 各隻に款記「藤原常信圖之」/朱文方印                     | 右隻に牡牛、左隻に牝牛と仔牛を画面に大きく描いた珍しい作品。 |
| 渡唐天神・松梅図                 | 絹本淡彩       | 3幅対      | 92.6x39.2（各）   | 北野天満宮                               |                     | 各幅に款記「常信筆」/白文方印                           | 菅原道真が愛したのは紅梅だが、本図で常信は誤って白梅を描いている。なお、北野天満宮所蔵の他の作品でも常信は白梅を描いてしまい、依頼者から紅梅に描き直すよう修正させられた作品も残っている。 |
| 吉野図屏風                       | 紙本淡彩       | 2曲1双     | 162.5x168.4（各） | 徳川美術館                               | 17世紀中頃か        | 各隻に款記「常信筆」/「養朴」朱文方印                   | 第11代尾張藩主・徳川斉温が尾張徳川家に養子入りする際に持ち込まれた作品。 |
| 鍾馗・龍に波図                   | 墨画           | 3幅対      |                   | 徳川美術館                               |                     |                                                         | 一時徳川慶喜所有。 |
| 三十六歌仙図画帖                 | 絹本・紙本著色 | 1帖        | 38.3x31.3         | 斎宮歴史博物館                           |                     |                                                         | |
| 瀟湘八景図巻                     |                | 1巻        |                   | 金沢市立中村記念美術館                   |                     |                                                         | |
| 源義経像                         | 著色           |            | 124.6x70.8        | 石川県立美術館                           |                     | 款記「常信筆」/白文方印                                 | |
| 唐人物図                         | 絹本著色       | 5幅対      |                   | 高知県立高知城歴史博物館                 |                     |                                                         | |
| 檜鷺図                           | 絹本着色       | 1幅        | 94.8×30.3         | 個人                                     | 法眼期              | 落款「法眼古川写之」                                    | [来歴] 栗山善四郎（八百善）、原三渓 [所載] 眞美大観（第9冊）、日本名画百選（下）、蘭秀菊芳帖、日本芸術様式の研究 など [展示歴] 明治34年美術展覧会（日本美術協会）、重要文化財指定記念特別展 鈴木其一夏秋渓流図屏風展（2021年 根津美術館） |

## 子女
狩野安信の娘と結婚、2男1女を儲けた。
- 狩野周信（1660年 - 1728年） - 長男、木挽町狩野家3代
- 狩野岑信（1662年 - 1709年） - 次男、浜町狩野家初代
- 娘（生没年不詳） - 狩野探信室

また、家女との間に1男を儲けた。
- 狩野甫信（1696年 - 1745年） - 三男、浜町狩野家2代

## 参考資料
単行本
- 山下裕二監修、安村敏信・山本英男・山下善也執筆『別冊太陽 狩野派決定版』平凡社〈別冊太陽〉、2004年。ISBN 978-4-5829-2131-1
- 安村敏信『もっと知りたい狩野派 探幽と江戸狩野派』東京美術、2006年12月。ISBN 978-4-8087-0815-3
- 安村敏信『江戸の絵師 「暮らしと稼ぎ」』小学館、2008年。
- 榊原悟『狩野探幽 御用絵師の肖像』臨川書店、2014年。
- 門脇むつみ『巨匠 狩野探幽の誕生 江戸初期、将軍も天皇も愛した画家の才能と境遇』朝日新聞出版（朝日選書）、2014年。

展覧会図録
- 福岡県立美術館編集・発行 『狩野探幽と近世のアカデミズム 特別展 御用絵師』 1987年3月3日
- 『元禄繚乱展』 江戸東京博物館1999年1-3月、岡崎市美術館4-5月、兵庫県立歴史博物館9-11月

論文
- 松嶋雅人 「狩野常信とその画業に関する研究」『鹿島美術研究』年報第13号別冊、鹿島美術財団、1996年11月
- 安部美貴子 「木挽町狩野家における常信の功績」『聖心女子大学大学院論集』第31巻1号（通巻36号）、2009年7月
- 薄田大輔 「狩野常信様式の成立について ―「吉野図屏風」（徳川美術館蔵）の紹介をかねて―」『金鯱叢書 第四十六輯 ―史学美術史論文集―』 公益財団法人 徳川黎明会、2019年3月30日、pp.23-39